# مارکو هابر
مارکو هابر (انگلیسی: Marco Haber؛ زادهٔ ۲۱ سپتامبر ۱۹۷۱) بازیکن فوتبال اهل آلمان است.
از باشگاه‌هایی که در آن بازی کرده‌است می‌توان به باشگاه فوتبال نئا سالامیس فاماگوستا، باشگاه فوتبال آنورتوسیس فاماگوستا، باشگاه فوتبال کایزرسلاوترن، باشگاه فوتبال لاس پالماس، باشگاه فوتبال اومانیا، باشگاه فوتبال هانزا روستوک، و باشگاه فوتبال اشتوتگارت اشاره کرد.
وی همچنین در تیم‌های ملی فوتبال زیر ۲۱ سال آلمان، زیر ۲۳ سال آلمان، و آلمان بازی کرده‌است.